# بير أندرسن
بير أندرسن (بالنرويجية البوكمول: Per Andersen)‏ هو عالم أعصاب وبروفيسور نرويجي، ولد في 12 يناير 1930.